# Saint-Yrieix-le-Déjalat
Saint-Yrieix-le-Déjalat település Franciaországban, Corrèze megyében. Lakosainak száma 329 fő (2022. január 1.). Saint-Yrieix-le-Déjalat Bonnefond, Chaumeil, Égletons, Grandsaigne, Péret-Bel-Air, Rosiers-d’Égletons és Sarran községekkel határos.

## Népesség
A település népessége az elmúlt években az alábbi módon változott:
| Lakosok száma | 512  | 448  | 423  | 403  | 369  | 353  | 344  | 342  | 338  | 329  |
|               | 1968 | 1982 | 1990 | 2006 | 2013 | 2015 | 2017 | 2019 | 2020 | 2022 |